# Klein-Gordonova enačba
Klein-Gordonova enačba (Klein-Fok-Gordonova enačba ali včasih Klein-Gordon-Fokova enačba) je relativistična valovna enačba povezana s Schrödingerjevo enačbo. Je drugega reda v prostoru in času in zanjo velja Lorentzeva kovariantnost. Je diferencialna različica Einsteinove relativistične ekvivalenčne relacije energija-gibalna količina-masa {\displaystyle E^{2}=(pc)^{2}+\left(m_{0}c^{2}\right)^{2}\!\,}. Čeprav enačba daje pravilno razmerje med energijo in gibalno količino, jih za spine delcev ne da. Zato se za nabite delce s spinom 1/2, kot sta elektron in proton v vodikovem atomu, vezavne energije, izpeljane iz Klein-Gordonove enačbe, ne ujemajo z opazovanimi energijami. Pravilna enačba gibanja za takšne delce je Diracova enačba. Namesto tega Klein-Gordonova enačba pravilno opisuje delce brez spina kot skalarna diferencialna enačba, na primer pione.

## Izjava
Klein-Gordonovo enačbo se lahko zapiše na več različnih načinov. Enačba sama se po navadi nanaša na obliko lege prostora, kjer se jo lahko zapiše v smislu ločenih komponent prostora in časa {\displaystyle (t,\mathbf {\vec {x}} )\!\,} ali z njihovo združitvijo v vektor četverec {\displaystyle x^{\mu }=(ct,\mathbf {\vec {x}} )\!\,}. S Fourierovo transformacijo polja v prostor gibalne količine, se rešitev po navadi zapiše s pomočjo superpozicij ravnih valovanj, katerih energija in gibalna količina upoštevata disperzijsko relacijo iz posebne teorije raltivnosti. Tu je podana Klein-Gordonova enačba za oba skupna dogovora metrične signature {\displaystyle \eta _{\mu \nu }={\text{diag}}(\pm 1,\mp 1,\mp 1,\mp 1)\!\,}.
|                              | prostor lege {\displaystyle x^{\mu }=(ct,\mathbf {\vec {x}} )\!\,} | Fourierova transformacija {\displaystyle \omega =E/\hbar ,\quad \mathbf {\vec {k}} =\mathbf {\vec {p}} /\hbar \!\,} | prostor gibalne količine {\displaystyle p^{\mu }=(E/c,\mathbf {\vec {p}} )\!\,} |
| ---------------------------- | --- | --- | ------------------------------------------------------------------------------- |
| ločena prostor in čas        | {\displaystyle \left({\frac {1}{c^{2}}}{\frac {\partial ^{2}}{\partial t^{2}}}-\nabla ^{2}+{\frac {m^{2}c^{2}}{\hbar ^{2}}}\right)\psi (t,\mathbf {\vec {x}} )=0\!\,} | {\displaystyle \psi (t,\mathbf {\vec {x}} )=\int {\frac {\mathrm {d} \omega }{2\pi \hbar }}\int {\frac {\mathrm {d} ^{3}k}{(2\pi \hbar )^{3}}}\,e^{\mp i(\omega t-\mathbf {\vec {k}} \cdot \mathbf {\vec {x}} )}\psi (\omega ,\mathbf {\vec {k}} )\!\,} | {\displaystyle E^{2}=\mathbf {\vec {p}} ^{2}c^{2}+m^{2}c^{4}\!\,}               |
| oblika z vektorjem četvercem | {\displaystyle (\Box +\mu ^{2})\psi =0,\quad \mu =mc/\hbar \!\,} | {\displaystyle \psi (x^{\mu })=\int {\frac {\mathrm {d} ^{4}p}{(2\pi \hbar )^{4}}}e^{-ip_{\mu }x^{\mu }/\hbar }\psi (p^{\mu })\!\,} | {\displaystyle p^{\mu }p_{\mu }=\pm m^{2}c^{2}\!\,}                             |

Tu je {\displaystyle \Box =\pm \eta ^{\mu \nu }\partial _{\mu }\partial _{\nu }\!\,} d'Alembertov operator, {\displaystyle \nabla ^{2}} pa je Laplaceov operator. Pogosto se zdi, da hitrost svetlobe {\displaystyle c\!\,} in Planckova konstanta {\displaystyle \hbar \!\,} mašita enačbe, zato se pogosto izrazijo v naravnih enotah, kjer je {\displaystyle c=\hbar =1\!\,}.
|                              | prostor lege {\displaystyle x^{\mu }=(t,\mathbf {\vec {x}} )\!\,}                                  | Fourierova transformacija {\displaystyle \omega =E,\quad \mathbf {\vec {k}} =\mathbf {\vec {p}} \!\,} | prostor gibalne količine {\displaystyle p^{\mu }=(E,\mathbf {\vec {p}} )\!\,} |
| ---------------------------- | -------------------------------------------------------------------------------------------------- | --- | ----------------------------------------------------------------------------- |
| ločena prostor in čas        | {\displaystyle \left(\partial _{t}^{2}-\nabla ^{2}+m^{2}\right)\psi (t,\mathbf {\vec {x}} )=0\!\,} | {\displaystyle \psi (t,\mathbf {\vec {x}} )=\int {\frac {\mathrm {d} \omega }{2\pi }}\int {\frac {\mathrm {d} ^{3}k}{(2\pi )^{3}}}e^{\mp i(\omega t-\mathbf {\vec {k}} \cdot \mathbf {\vec {x}} )}\psi (\omega ,\mathbf {\vec {k}} )\!\,} | {\displaystyle E^{2}=\mathbf {\vec {p}} ^{2}+m^{2}\!\,}                       |
| oblika z vektorjem četvercem | {\displaystyle (\Box +m^{2})\psi =0\!\,}                                                           | {\displaystyle \psi (x^{\mu })=\int {\frac {\mathrm {d} ^{4}p}{(2\pi )^{4}}}e^{-ip_{\mu }x^{\mu }}\psi (p^{\mu })\!\,} | {\displaystyle p^{\mu }p_{\mu }=\pm m^{2}\!\,}                                |

Za razliko od Schrödingerjeve enačbe Klein-Gordonova enačba dovoljuje dve vrednosti {\displaystyle \omega \!\,} za vsak {\displaystyle k\!\,}: eno pozitivno in eno negativno. Samo z ločitvijo pozitivnih in negativnih frekvenčnih delov se dobi enačbo, ki opisuje relativistično valovno funkcijo. Za časovno neodvisni primer ima Klein-Gordonova enačba obliko:
{\displaystyle \left[\nabla ^{2}-{\frac {m^{2}c^{2}}{\hbar ^{2}}}\right]\psi (\mathbf {\vec {r}} )=0\!\,,}
ki je formalno enaka homogeni ekranizirani Poissonovi enačbi. Poleg tega se lahko Klein-Gordonovo enačbo izrazi kot:
{\displaystyle {\hat {p}}^{\mu }{\hat {p}}_{\mu }\psi =m^{2}c^{2}\psi \!\,,}
kjer je operator gibalne količine določen kot: {\textstyle {\hat {p}}^{\mu }=\mathrm {i} \hbar {\frac {\partial }{\partial x_{\mu }}}=\mathrm {i} \hbar \left\{{\frac {\partial }{\partial (ct)}},-{\frac {\partial }{\partial x}},-{\frac {\partial }{\partial y}},-{\frac {\partial }{\partial z}}\right\}=\{{\frac {E}{c}},\mathbf {\vec {p}} \}\!\,}.

## Pomembnost
Enačbo je treba najprej razumeti kot klasično zvezno enačbo skalarnega polja, ki jo je mogoče kvantizirati. Proces kvantizacije nato uvede kvantno polje, katerega kvanti so delci brez spina. Njen teoretični pomen je podoben kot pri Diracovi enačbi. Rešitve enačb vključujejo skalarno ali psevdoskalarno polje. Na področju fizike osnovnih delcev je mogoče vključiti elektromagnetne interakcije, ki tvorijo temo skalarne elektrodinamike, praktična uporabnost za delce, kot so pioni, je omejena. Obstaja druga različica enačbe za kompleksno skalarno polje, ki je teoretično pomembna enačba Higgsovega bozona. Na področju kondenzirane snovi se lahko uporablja za mnoge približke kvazidelcev brez spina.
Enačbo se lahko postavi v obliko Schrödingerjeve enačbe. V tej obliki je izražena kot dve sklopljeni diferencialni enačbi, vsaka prvega reda v času. Rešitve imajo dve komponenti, ki odražata prostostno stopnjo električnega naboja v relativnosti. Dopušča ohranjeno količino, vendar ni pozitivno definitna. Valovne funkcije torej ni mogoče interpretirati kot verjetnostne amplitude. Ohranjena količina se namesto tega interpretira kot električni naboj, kvadratna norma valovne funkcije pa se interpretira kot gostota naboja. Enačba opisuje vse delce brez spina s pozitivnim, negativnim in ničelnim nabojem.
Vsaka rešitev proste Diracove enačbe je za vsako od njenih štirih komponent rešitev proste Klein-Gordonove enačbe. Kljub temu, da je bila zgodovinsko izumljena kot enodelčna enačba, Klein-Gordonova enačba ne more tvoriti osnove dosledne kvantne relativistične teorije enega delca, vsaka relativistična teorija implicira ustvarjanje in uničenje delcev nad določenim energijskim pragom.:§ I in II

## Rešitev za prosti delec
Tukaj je Klein-Gordonova enačba v naravnih enotah {\displaystyle (\Box +m^{2})\psi (x)=0\!\,} z metrično signaturo {\displaystyle \eta _{\mu \nu }={\text{diag}}(+1,-1,-1,-1)\!\,} rešena s Fourierovo transformacijo. Če se vstavi Fourierova transformacija:
{\displaystyle \psi (x)=\int {\frac {\mathrm {d} ^{4}p}{(2\pi )^{4}}}e^{-ip\cdot x}\psi (p)\!\,}
in uporabi ortogonalnost kompleksnih eksponentov, sledi disperzijska relacija:
{\displaystyle p^{2}=(p^{0})^{2}-\mathbf {\vec {p}} ^{2}=m^{2}\!\,.}
Ta omejuje gibalne količine na tiste, ki ležijo na lupini, kar daje pozitivne in negativne energijske rešitve:
{\displaystyle p^{0}=\pm E(\mathbf {\vec {p}} )\quad {\text{kjer je}}\quad E(\mathbf {\vec {p}} )={\sqrt {\mathbf {\vec {p}} ^{2}+m^{2}}}\!\,.}
Za novo množico konstant {\displaystyle C(p)\!\,} je rešitev:
{\displaystyle \psi (x)=\int {\frac {\mathrm {d} ^{4}p}{(2\pi )^{4}}}e^{ip\cdot x}C(p)\delta ((p^{0})^{2}-E(\mathbf {\vec {p}} )^{2})\!\,.}
Običajno je obravnavati pozitivne in negativne energetske rešitve tako, da se loči negativne energije in dela samo s pozitivnimi {\displaystyle p^{0}\!\,}:
{\displaystyle {\begin{aligned}\psi (x)=&\int {\frac {\mathrm {d} ^{4}p}{(2\pi )^{4}}}\delta ((p^{0})^{2}-E(\mathbf {\vec {p}} )^{2})\left(A(p)e^{-ip^{0}x^{0}+ip^{i}x^{i}}+B(p)e^{+ip^{0}x^{0}+ip^{i}x^{i}}\right)\theta (p^{0})\\=&\int {\frac {\mathrm {d} ^{4}p}{(2\pi )^{4}}}\delta ((p^{0})^{2}-E(\mathbf {\vec {p}} )^{2})\left(A(p)e^{-ip^{0}x^{0}+ip^{i}x^{i}}+B(-p)e^{+ip^{0}x^{0}-ip^{i}x^{i}}\right)\theta (p^{0})\\\rightarrow &\int {\frac {\mathrm {d} ^{4}p}{(2\pi )^{4}}}\delta ((p^{0})^{2}-E(\mathbf {\vec {p}} )^{2})\left(A(p)e^{-ip\cdot x}+B(p)e^{+ip\cdot x}\right)\theta (p^{0})\!\,.\end{aligned}}}
V zadnjem koraku se je {\displaystyle B(p)\rightarrow B(-p)} preimenoval. Sedaj se lahko izvede integracija po {\displaystyle p^{0}\!\,} in izbere pozitivni frekvenčni del samo iz funkcije delta:
{\displaystyle {\begin{aligned}\psi (x)&=\int {\frac {\mathrm {d} ^{4}p}{(2\pi )^{4}}}{\frac {\delta (p^{0}-E(\mathbf {\vec {p}} ))}{2E(\mathbf {\vec {p}} )}}\left(A(p)e^{-ip\cdot x}+B(p)e^{+ip\cdot x}\right)\theta (p^{0})\\&=\int \left.{\frac {\mathrm {d} ^{3}p}{(2\pi )^{3}}}{\frac {1}{2E(\mathbf {\vec {p}} )}}\left(A(\mathbf {\vec {p}} )e^{-ip\cdot x}+B(\mathbf {\vec {p}} )e^{+ip\cdot x}\right)\right|_{p^{0}=+E(\mathbf {\vec {p}} )}\!\,.\end{aligned}}}
To se običajno jemlje kot splošna rešitev proste Klein-Gordonove enačbe. Upoštevati je treba, da ker je začetna Fourierjeva transformacija vsebovala samo Lorentzeve invariantne količine, kot je {\displaystyle p\cdot x=p_{\mu }x^{\mu }\!\,}, je zadnji izraz tudi Lorentzeva invariantna rešitev Klein-Gordonove enačbe. Če se ne potrebuje Lorentzeve invariantnosti, se lahko faktor {\displaystyle 1/2E(\mathbf {\vec {p}} )\!\,} absorbira v koeficiente {\displaystyle A(p)\!\,} in {\displaystyle B(p)\!\,}.

## Zgodovina
Enačbo so poimenovali po fizikih Oskarju Kleinu in Walterju Gordonu, ki sta jo leta 1926 predlagala za opis relativističnih elektronov. Neodvisno jo je odkril tudi Vladimir Aleksandrovič Fok leta 1926 nekoliko po Kleinovemu delu – Kleinov članek je bil prejet 28. aprila 1926, Fokov članek 30. julija 1926 in Gordonov članek 29. septembra 1926. Drugi avtorji so istega leta podali podobne trditve: Johann Kudar, Théophile Ernest de Donder, Frans-Henri van den Dungen in Louis de Broglie. Čeprav se je izkazalo, da modeliranje elektronovega spina zahteva Diracovo enačbo, Klein-Gordonova enačba pravilno opisuje relativistične sestavljene delce brez spina, kot je pion. Evropska organizacija za jedrske raziskave (CERN) je 4. julija 2012 objavila odkritje Higgsovega bozona. Ker je Higgsov bozon delec z ničelnim spinom, je to prvi opaženi navidezno osnovni delec, ki ga opisuje Klein-Gordonova enačba. Potrebno je nadaljnje eksperimentiranje in analiza, da se ugotovi, ali je opazovani Higgsov bozon tisti iz standardnega modela ali bolj eksotične, morda sestavljene oblike.
Klein-Gordonovo enačbo je kot kvantno valovno enačbo prvi obravnaval Erwin Schrödinger pri iskanju enačbe, ki bi opisovala snovno valovanje. Enačbo se najde v njegovih beležkah iz konca leta 1925 in zdi se, da je pripravil rokopis, v katerem jo je uporabil za vodikov atom. Vendar, ker ni upoštevala elektronovega spina, je nepravilno napovedala fino strukturo vodikovega atoma, vključno s precenjevanjem celotne velikosti vzorca cepitve s faktorjem {\displaystyle 4n/(2n-1)\!\,} za {\displaystyle n\!\,}-ti energijski nivo. Relativistični spekter Diracove enačbe pa je enostavno obnoviti, če se tirno kvantno število {\displaystyle l\!\,} nadomesti s kvantnim številom skupne vrtilne količine {\displaystyle j\!\,}. Januarja 1926 je Schrödinger namesto tega v objavo predložil svojo enačbo, nerelativistični približek, ki je napovedala Bohrove energijske nivoje vodika brez fine strukture.
Leta 1926, kmalu po predstavitvi Schrödingerjeve enačbe, je Fok napisal članek o njeni posplošitvi za primer magnetnih polj, kjer so bile sile odvisne od hitrosti, in neodvisno izpeljal to enačbo. Tako Klein kot Fok sta uporabila Kaluzovo in Kleinovo metodo. Fok je določil tudi umeritveno teorijo za valovno enačbo. Klein-Gordonova enačba za prosti delec ima preprosto rešitev ravnega valovanja. Gordonov članek se je ukvarjal s Comptonovim pojavom.

## Izpeljava
Nerelativistična enačba za energijo prostega delca je:
{\displaystyle {\frac {\mathbf {\vec {p}} ^{2}}{2m}}=E\!\,.}
S kvantizacijo te enačbe se dobi nerelativistično Schrödingerjevo enačbo za prosti delec:
{\displaystyle {\frac {\mathbf {\hat {p}} ^{2}}{2m}}\psi ={\hat {E}}\psi \!\,,}
kjer je:
{\displaystyle \mathbf {\hat {p}} =-i\hbar \mathbf {\vec {\nabla }} \!\,} – operator gibalne količine, (kjer je {\displaystyle \nabla \!\,} operator nabla),
{\displaystyle {\hat {E}}=i\hbar {\frac {\partial }{\partial t}}\!\,} – operator energije.
Schrödingerjeva enačba ni relativistično invariantna in s tem ni v skladu s posebno teorijo relativnosti.
Naravno je poskusiti uporabiti identiteto iz posebne teorije relativnosti, ki opisuje energijo:
{\displaystyle {\sqrt {\mathbf {p} ^{2}c^{2}+m^{2}c^{4}}}=E\!\,.}
Potem samo vstavljanje kvantnomehanskih operatorjev za gibalno količino in energijo da enačbo:
{\displaystyle {\sqrt {(-i\hbar \mathbf {\vec {\nabla }} )^{2}c^{2}+m^{2}c^{4}}}\,\psi =i\hbar {\frac {\partial }{\partial t}}\psi \!\,.}
Kvadratni koren diferencialnega operatorja se lahko definira s pomočjo Fourierovih transformacij, vendar je Dirac zaradi asimetrije prostorskih in časovnih odvodov ugotovil, da zunanjih elektromagnetnih polj ni mogoče vključiti na relativistično invarianten način. Zato je poiskal drugo enačbo, ki jo je mogoče spremeniti, da bi opisala delovanje elektromagnetnih sil. Poleg tega je ta enačba, kakršna je, nekrajevna (glej tudi Introduction to nonlocal equations).
Klein in Gordon sta namesto tega začela s kvadratom zgornje identitete:
{\displaystyle \mathbf {\vec {p}} ^{2}c^{2}+m^{2}c^{4}=E^{2}\!\,,}
kar po kvantizaciji daje:
{\displaystyle \left((-i\hbar \mathbf {\vec {\nabla }} )^{2}c^{2}+m^{2}c^{4}\right)\psi =\left(i\hbar {\frac {\partial }{\partial t}}\right)^{2}\psi \!\,,}
kar se poenostavi v:
{\displaystyle -\hbar ^{2}c^{2}\mathbf {\vec {\nabla }} ^{2}\psi +m^{2}c^{4}\psi =-\hbar ^{2}{\frac {\partial ^{2}}{\partial t^{2}}}\psi \!\,.}
S preureditvijo členov sledi:
{\displaystyle {\frac {1}{c^{2}}}{\frac {\partial ^{2}}{\partial t^{2}}}\psi -\mathbf {\vec {\nabla }} ^{2}\psi +{\frac {m^{2}c^{2}}{\hbar ^{2}}}\psi =0\!\,.}
Ker so bila iz te enačbe odstranjena vsa sklicevanja na imaginarna števila, jo je mogoče uporabiti za polja z realnimi vrednostmi in tista, ki imajo kompleksne vrednosti.
Če se prva dva člena zapišeta z inverzom metrike Minkowskega {\displaystyle \mathrm {diag} (-c^{2},1,1,1)\!\,} in zapiše z eksplicitnim Einsteinovim zapisom, sledi:
{\displaystyle -\eta ^{\mu \nu }\partial _{\mu }\,\partial _{\nu }\psi \equiv \sum _{\mu =0}^{3}\sum _{\nu =0}^{3}-\eta ^{\mu \nu }\partial _{\mu }\,\partial _{\nu }\psi ={\frac {1}{c^{2}}}\partial _{0}^{2}\psi -\sum _{\nu =1}^{3}\partial _{\nu }\,\partial _{\nu }\psi ={\frac {1}{c^{2}}}{\frac {\partial ^{2}}{\partial t^{2}}}\psi -\mathbf {\vec {\nabla }} ^{2}\psi \!\,.}
Tako se lahko Klein-Gordonova enačba zapiše v kovariantnem zapisu. To pogosto pomeni okrajšavo v obliki:
{\displaystyle (\Box +\mu ^{2})\psi =0\!\,,}
kjer je:
{\displaystyle \mu ={\frac {mc}{\hbar }}\!\,}
in d'Alembertov operator:
{\displaystyle \Box ={\frac {1}{c^{2}}}{\frac {\partial ^{2}}{\partial t^{2}}}-\nabla ^{2}\!\,.}
Sedaj se ta oblika interpretira kot relativistična enačba polja za delce s spinom 0. Poleg tega je vsaka komponenta katere koli rešitve proste Diracove enačbe (za delec s spinom 1/2) samodejno rešitev proste Klein-Gordonove enačbe. To se zaradi Bargmann-Wignerjevih enačb posploši na delce s poljubnim spinom. Poleg tega mora v kvantni teoriji polja vsaka komponenta vsakega kvantnega polja izpolnjevati prosto Klein-Gordonovo enačbo,:§ 5 zaradi česar je enačba generični izraz kvantnih polj.

### Klein-Gordonova enačba v potencialu
Klein-Gordonova enačba se lahko posploši za opis polja v poljubnem potencialu {\displaystyle V(\psi )\!\,} kot:
{\displaystyle \Box \psi +{\frac {\partial V}{\partial \psi }}=0\!\,.}
Potem je Klein-Gordonova enačba primer za {\displaystyle V(\psi )=M^{2}{\bar {\psi }}\psi \!\,}.
Druga pogosta izbira potenciala, ki se pojavi v interakcijskih teorijah, je potencial {\displaystyle \phi ^{4}\!\,} za realno skalarno polje {\displaystyle \phi \!\,}:
{\displaystyle V(\phi )={\frac {1}{2}}m^{2}\phi ^{2}+\lambda \phi ^{4}\!\,.}

#### Higgsov sektor
Čisti sektor Higgsovega bozona standardnega modela je modeliran s Klein-Gordonovim poljem s potencialom, označenim s {\displaystyle H\!\,} v tem razdelku. Standardni model je umeritvena teorija in, ker se polje trvialno transformira pod Lorentzevo grupo, se transformira kot vektor z vrednostjo {\displaystyle \mathbb {C} ^{2}\!\,} pod akcijo dela umeritvene grupe {\displaystyle {\text{SU}}(2)\!\,}. Zato, ker je vektorsko polje {\displaystyle H:\mathbb {R} ^{1,3}\rightarrow \mathbb {C} ^{2}}, se še vedno obnaša kot skalarno polje, saj skalar opisuje njegovo transformacijo (formalno reprezentacijo) pod Lorentzevo grupo. To je obravnavano tudi spodaj v razdelku o skalarni kromodinamiki.
Higgsovo polje je modelirano s potencialom:
{\displaystyle V(H)=-m^{2}H^{\dagger }H+\lambda (H^{\dagger }H)^{2}\!\,,}
na katerega se lahko gleda kot na posplošitev potenciala {\displaystyle \phi ^{4}\!\,}, vendar ima pomembno razliko: ima krožnico minimumov. Ta ugotovitev je pomembna v teoriji spontanega zloma simetrije v standardnem modelu.

## Ohranjeni tok  U(1)
Klein-Gordonova enačba in akcija za kompleksno polje {\displaystyle \psi \!\,} dovoljujeta simetrijo {\displaystyle {\text{U}}(1)\!\,}. To pomeni, da je pod transformacijo:
{\displaystyle \psi (x)\mapsto e^{i\theta }\psi (x)\!\,,}
{\displaystyle {\bar {\psi }}(x)\mapsto e^{-i\theta }{\bar {\psi }}(x)\!\,,}
Klein-Gordonova enačba invarianta, kakor tudi akcija (glej spodaj). Po izreku Noetherjeve za polja, ki odgovarjajo tej simetriji, obstaja tok {\displaystyle J^{\mu }\!\,}, definiran kot:
{\displaystyle J^{\mu }(x)={\frac {e}{2m}}\left(\,{\bar {\psi }}(x)\partial ^{\mu }\psi (x)-\psi (x)\partial ^{\mu }{\bar {\psi }}(x)\,\right)\!\,,}
za katerega velja ohranitvena enačba {\displaystyle \partial _{\mu }J^{\mu }(x)=0\!\,}. Oblika ohranjenega toka se lahko izpelje sistematično z uporabo izreka Noetherjeve na simetrijo {\displaystyle {\text{U}}(1)\!\,}. To tukaj ne bo narejeno, ampak se bo samo preverilo, da se ta tok ohranja.
Klein-Gordonova enačba za kompleksno polje {\displaystyle \psi (x)\!\,} z maso {\displaystyle M\!\,}, zapisana v kovariantnem zapisu in s signaturo večinoma plus, je:
{\displaystyle (\square +m^{2})\psi (x)=0\!\,}
in njena kompleksna konjugiranka:
{\displaystyle (\square +m^{2}){\bar {\psi }}(x)=0\!\,.}
Enačba se pomnoži z leve s {\displaystyle {\bar {\psi }}(x)\!\,} in s {\displaystyle \psi (x)\!\,} (in zaradi zgoščenosti izpusti eksplicitna odvisnost od {\displaystyle x\!\,}):
{\displaystyle {\bar {\psi }}(\square +m^{2})\psi =0\!\,,}
{\displaystyle \psi (\square +m^{2}){\bar {\psi }}=0\!\,.}
Če se od druge odšteje prva, izhaja:
{\displaystyle {\bar {\psi }}\square \psi -\psi \square {\bar {\psi }}=0\!\ ,}
ali v indeksnem zapisu:
{\displaystyle {\bar {\psi }}\partial _{\mu }\partial ^{\mu }\psi -\psi \partial _{\mu }\partial ^{\mu }{\bar {\psi }}=0\!\,.}
Če se to uporabi pri odvodu toka {\displaystyle J^{\mu }(x)\equiv \psi ^{*}(x)\partial ^{\mu }\psi (x)-\psi (x)\partial ^{\mu }\psi ^{*}(x)\!\,,} sledi:
{\displaystyle \partial _{\mu }J^{\mu }(x)=0\!\,.}
Ta simetrija {\displaystyle {\text{U}}(1)\!\,} je globalna simetrija, lahko pa se tudi umeri, da nastane krajevna ali umeritvena simetrija: glej spodaj skalarno QED. Ime umeritvene simetrije je nekoliko zavajujoče, v resnici je odvečna, medtem ko je globalna simetrija prava simetrija.

## Lagrangeeva formulacija
Klein-Gordonova enačba se lahko izpelje tudi z variacijsko metodo, ki nastane kot Euler-Lagrangeeva enačba za akcijo:
{\displaystyle {\mathcal {S}}=\int \left(-\hbar ^{2}\eta ^{\mu \nu }\partial _{\mu }{\bar {\psi }}\,\partial _{\nu }\psi -M^{2}c^{2}{\bar {\psi }}\psi \right)\mathrm {d} ^{4}x\!\,.}
V naravni enotah s signaturo večinoma minus, ima akcija preprosto obliko:
{\displaystyle S=\int \mathrm {d} ^{4}x\left({\frac {1}{2}}\partial ^{\mu }\phi \partial _{\mu }\phi -{\frac {1}{2}}m^{2}\phi ^{2}\right)\!\,}
za realno skalarno polje mase {\displaystyle m\!\,}, in:
{\displaystyle S=\int \mathrm {d} ^{4}x\left(\partial ^{\mu }\psi \partial _{\mu }{\bar {\psi }}-M^{2}\psi {\bar {\psi }}\right)\!\,}
za kompleksno skalarno polje mase {\displaystyle M\!\,}.
Če se uporabi formula za napetostno-energijski tenzor pri Lagrangeevi gostoti (količina znotraj integrala), se lahko izpelje napetostno-energijski tenzor skalarnega polja:
{\displaystyle T^{\mu \nu }=\hbar ^{2}\left(\eta ^{\mu \alpha }\eta ^{\nu \beta }+\eta ^{\mu \beta }\eta ^{\nu \alpha }-\eta ^{\mu \nu }\eta ^{\alpha \beta }\right)\partial _{\alpha }{\bar {\psi }}\,\partial _{\beta }\psi -\eta ^{\mu \nu }M^{2}c^{2}{\bar {\psi }}\psi \!\,,}
in v naravnih enotah:
{\displaystyle T^{\mu \nu }=2\partial ^{\mu }{\bar {\psi }}\partial ^{\nu }\psi -\eta ^{\mu \nu }(\partial ^{\rho }{\bar {\psi }}\partial _{\rho }\psi -M^{2}{\bar {\psi }}\psi )\!\,.}
Z integracijo časovno-časovne komponente {\displaystyle T^{00}\!\,} po vsem prostoru se lahko pokaže, da se lahko tako obe rešitvi za ravno valovanje s pozitivno in negativno frekvenco fizično povežeta z delci s pozitivno energijo. To ne velja za Diracovo enačbo in njen tenzor energije in gibalne količine.
Napetostno-energijski tenzor je množica ohranjenih tokov, ki odgovarja invariantnosti Klein-Gordonove enačbe pod prostorsko-časovnimi translacijami {\displaystyle x^{\mu }\mapsto x^{\mu }+c^{\mu }\!\,}. Zato se ohrani vsaka komponenta – {\displaystyle \partial _{\mu }T^{\mu \nu }=0\!\,} (to velja le 'na lupini', to je, ko so Klein-Gordonove enačbe izpolnjene). Sledi, da je integral {\displaystyle T^{0\nu }\!\,} po prostoru ohranjena količina za vsak {\displaystyle \nu \!\,}. Ti imajo fizikalno interpretacijo skupne energije za {\displaystyle \nu =0\!\,} in skupno gibalno količino za {\displaystyle \nu =i\!\,} pri {\displaystyle i\in \{1,2,3\}\!\,}.

## Neralativistična limita

### Klasično polje
Za nerelativistično limito ({\displaystyle v\ll c\!\,}) klasičnega Klein-Gordonovega polja {\displaystyle \phi (\mathbf {\vec {x}} ,t)\!\,} se začne z nastavkom in faktorizira člen nihajoče energije mirovne mase:
{\displaystyle \psi (\mathbf {\vec {x}} ,t)=\phi (\mathbf {\vec {x}} ,t)\,e^{-{\frac {i}{\hbar }}mc^{2}t},\quad {\text{kjer je}}\quad \phi (\mathbf {\vec {x}} ,t)=u_{E}(x)e^{-{\frac {i}{\hbar }}E't}\!\,.}
Definira se kinetična energija {\displaystyle E'=E-mc^{2}={\sqrt {m^{2}c^{4}+c^{2}p^{2}}}-mc^{2}\approx {\frac {p^{2}}{2m}}\!\,}, {\displaystyle E'\ll mc^{2}\!\,} v nerelativistični limiti {\displaystyle v=p/m\ll c\!\,}, in tako:
{\displaystyle i\hbar {\frac {\partial \phi }{\partial t}}=E'\phi \ll mc^{2}\phi \quad {\text{in}}\quad (i\hbar )^{2}{\frac {\partial ^{2}\phi }{\partial t^{2}}}=(E')^{2}\phi \ll (mc^{2})^{2}\phi \!\,.}
Iz tega sledi nerelativistična limita drugega časovnega odvoda {\displaystyle \psi \!\,}:
{\displaystyle {\frac {\partial \psi }{\partial t}}=\left(-i{\frac {mc^{2}}{\hbar }}\phi +{\frac {\partial \phi }{\partial t}}\right)\,e^{-{\frac {i}{\hbar }}mc^{2}t}\approx -i{\frac {mc^{2}}{\hbar }}\phi \,e^{-{\frac {i}{\hbar }}mc^{2}t}\!\,,}
{\displaystyle {\frac {\partial ^{2}\psi }{\partial t^{2}}}=-\left(i{\frac {2mc^{2}}{\hbar }}{\frac {\partial \phi }{\partial t}}+\left({\frac {mc^{2}}{\hbar }}\right)^{2}\phi -{\frac {\partial ^{2}\phi }{\partial t^{2}}}\right)e^{-{\frac {i}{\hbar }}mc^{2}t}\approx -\left(i{\frac {2mc^{2}}{\hbar }}{\frac {\partial \phi }{\partial t}}+\left({\frac {mc^{2}}{\hbar }}\right)^{2}\phi \right)e^{-{\frac {i}{\hbar }}mc^{2}t}\!\,.}
To se zamenja v prosti Klein-Gordonovi enačbi {\displaystyle c^{-2}\partial _{t}^{2}\psi =\nabla ^{2}\psi -m^{2}\psi \!\,} in sledi:
{\displaystyle -{\frac {1}{c^{2}}}\left(i{\frac {2mc^{2}}{\hbar }}{\frac {\partial \phi }{\partial t}}+\left({\frac {mc^{2}}{\hbar }}\right)^{2}\phi \right)e^{-{\frac {i}{\hbar }}mc^{2}t}\approx \left(\nabla ^{2}-\left({\frac {mc}{\hbar }}\right)^{2}\right)\phi \,e^{-{\frac {i}{\hbar }}mc^{2}t}\!\,,}
kar se (z deljenjem z eksponentom in odštetjem masnega člena) poenostavi v:
{\displaystyle i\hbar {\frac {\partial \phi }{\partial t}}=-{\frac {\hbar ^{2}}{2m}}\nabla ^{2}\phi \!\,.}
To je klasično Schrödingerjevo polje.

### Kvantno polje
Analogna limita kvantnega Klein-Gordonovega polja je zapletena zaradi nekomutativnosti operatorja polja. V limiti {\displaystyle v\ll c\!\,} se operatorji ustvarjanja in anihilacije razklopijo in se obnašajo kot neodvisna kvantna Schrödingerjeva polja.

## Skalarna elektrodinamika
Obstaja način za tvorjenje kompleksnega Klein-Gordonovega polja {\displaystyle \psi \!\,} ki interagira z elektromagnetizmom  na umeritveno invariantni način. Lahko se zamenja (parcialne) odvode z umeritveno kovariantnimi odvodi. Pod krajevno umeritveno transformacijo {\displaystyle {\text{U}}(1)\!\,} se polje transformira kot:
{\displaystyle \psi \mapsto \psi '=e^{i\theta (x)}\psi \!\,,}
{\displaystyle {\bar {\psi }}\mapsto {\bar {\psi }}'=e^{-i\theta (x)}{\bar {\psi }}\!\,,}
kjer je {\displaystyle \theta (x)=\theta (t,\mathbf {\vec {x}} )\!\,} funkcija prostor-časa, zaradi česar je krajevna transformacija, v nasprotju s konstanto v celotnem prostor-času, ki bi bila globalna transformacija {\displaystyle {\text{U}}(1)\!\,}. Subtilna točka je, da lahko globalne transformacije nastanejo kot krajevne, ko se funkcija {\displaystyle \theta (x)\!\,} obravnava kot konstantna funkcija.
Dobro formulirana teorija bi morala biti invariantna glede na takšne transformacije. Natančno to pomeni, da sta enačbi gibanja in akcije (glej spodaj) invariantni. Da se to doseže, je treba navadne odvode {\displaystyle \partial _{\mu }\!\,} nadomestiti z umeritveno kovariantnimi odvodi {\displaystyle D_{\mu }\!\,}, definiranimi kot:
{\displaystyle D_{\mu }\psi =(\partial _{\mu }-ieA_{\mu })\psi \!\,,}
{\displaystyle D_{\mu }{\bar {\psi }}=(\partial _{\mu }+ieA_{\mu }){\bar {\psi }}\!\,,}
kjer se četverec potenciala ali umeritveno polje {\displaystyle A_{\mu }\!\,} transfromira pod umeritveno transformacijo {\displaystyle \theta \!\,} kot:
{\displaystyle A_{\mu }\mapsto A'_{\mu }=A_{\mu }+{\frac {1}{e}}\partial _{\mu }\theta \!\,.}
S temi definicijami se kovariantni odvod transformira kot:
{\displaystyle D_{\mu }\psi \mapsto e^{i\theta }D_{\mu }\psi \!\,.}
V naravnih enotah tako Klein-Gordonova enačba postane:
{\displaystyle D_{\mu }D^{\mu }\psi -M^{2}\psi =0\!\,.}
Ker je neumeritvena simetrija {\displaystyle {\text{U}}(1)\!\,} prisotna le v kompleksni Klein-Gordonovi teoriji, je ta sklopitev in promocija k umeritveni simetriji {\displaystyle {\text{U}}(1)\!\,} združljiva le s kompleksno Klein-Gordonovo teorijo in ne z realno.
V naravnih enotah in s signaturo večinoma minus je:
{\displaystyle S=\int \mathrm {d} ^{4}x\,\left(-{\frac {1}{4}}F^{\mu \nu }F_{\mu \nu }+D^{\mu }\psi D_{\mu }{\bar {\psi }}-M^{2}\psi {\bar {\psi }}\right)\!\,}
kjer je {\displaystyle F_{\mu \nu }=\partial _{\mu }A_{\nu }-\partial _{\nu }A_{\mu }\!\,} Maxwellov (napetostni) tenzor, poljska jakost ali ukrivljenost, kar je odvisno od gledišča.
Ta teorija je pogosto znana kot skalarna kvantna elektrodinamika ali skalarna QED, čeprav so vsi vidiki, o katerih se je tu razpravljalo, klasični.

### Skalarna kromodinamika
To je mogoče razširiti na neabelovo umeritveno teorijo z umeritveno grupo {\displaystyle G\!\,}, kjer se združi skalarno Klein-Gordonovo akcijo z Yang-Millsovo Lagrangeevo funkcijo. Tu ima polje dejansko vektorsko vrednost, vendar je še vedno opisano kot skalarno polje: skalar opisuje njegovo transformacijo pod prostorsko-časovnimi transformacijami, ne pa njegove transformacije pod akcijo umeritvene grupe.
Zaradi konkretnosti se popravi {\displaystyle G\!\,} kot {\displaystyle {\text{SU}}(N)\!\,}, specialna unitarna grupa za poljubni {\displaystyle N\geq 2\!\,}. Pod umeritveno transformacijo {\displaystyle U(x)\!\,}, ki se jo lahko opiše kot funkcijo {\displaystyle U:\mathbb {R} ^{1,3}\rightarrow {\text{SU}}(N)\!\,}, se skalarno polje {\displaystyle \psi \!\,} transformira kot vektor {\displaystyle \mathbb {C} ^{N}\!\,}:
{\displaystyle \psi (x)\mapsto U(x)\psi (x)\!\,,}
{\displaystyle \psi ^{\dagger }(x)\mapsto \psi ^{\dagger }(x)U^{\dagger }(x)\!\,.}
Kovariantni odvod je:
{\displaystyle D_{\mu }\psi =\partial _{\mu }\psi -igA_{\mu }\psi \!\,,}
{\displaystyle D_{\mu }\psi ^{\dagger }=\partial _{\mu }\psi ^{\dagger }+ig\psi ^{\dagger }A_{\mu }^{\dagger }\!\,,}
kjer se umeritveno polje ali povezava transformira kot:
{\displaystyle A_{\mu }\mapsto UA_{\mu }U^{-1}-{\frac {i}{g}}\partial _{\mu }UU^{-1}\!\,.}
To polje se lahko vidi kot polje z matričnimi vrednostmi, ki delujejo na vektorski prostor {\displaystyle \mathbb {C} ^{N}\!\,}.
Z definicijo kromomagnetnega polja ali ukrivljenosti:
{\displaystyle F_{\mu \nu }=\partial _{\mu }A_{\nu }-\partial _{\nu }A_{\mu }+g(A_{\mu }A_{\nu }-A_{\nu }A_{\mu })\!\,}
se lahko definira akcija:
{\displaystyle S=\int \mathrm {d} ^{4}x\,\left(-{\frac {1}{4}}{\text{Tr}}(F^{\mu \nu }F_{\mu \nu })+D^{\mu }\psi ^{\dagger }D_{\mu }\psi -M^{2}\psi ^{\dagger }\psi \right)\!\,}

## Klein-Gordonova enačba v ukrivljenem prostor-času
V splošni teoriji relativnosti se vključi vpliv gravitacije tako, da se parcialne odvode zamenja s kovariantnimi odvodi in Klein-Gordonova enačba postane (v signaturi večinoma plus):
{\displaystyle {\begin{aligned}0&=-g^{\mu \nu }\nabla _{\mu }\nabla _{\nu }\psi +{\dfrac {m^{2}c^{2}}{\hbar ^{2}}}\psi =-g^{\mu \nu }\nabla _{\mu }(\partial _{\nu }\psi )+{\dfrac {m^{2}c^{2}}{\hbar ^{2}}}\psi \\&=-g^{\mu \nu }\partial _{\mu }\partial _{\nu }\psi +g^{\mu \nu }\Gamma ^{\sigma }{}_{\mu \nu }\partial _{\sigma }\psi +{\dfrac {m^{2}c^{2}}{\hbar ^{2}}}\psi \!\,,\end{aligned}}}
ali enakovredno:
{\displaystyle {\frac {-1}{\sqrt {-g}}}\partial _{\mu }\left(g^{\mu \nu }{\sqrt {-g}}\partial _{\nu }\psi \right)+{\frac {m^{2}c^{2}}{\hbar ^{2}}}\psi =0\!\,,}
kjer je {\displaystyle g^{\alpha \beta }\!\,} inverz metričnega tenzorja, ki je polje gravitacijskega potenciala, {\displaystyle g\!\,} determinanta metričnega tenzorja, {\displaystyle \nabla _{\mu }\!\,} kovariantni odvod in {\displaystyle \Gamma ^{\sigma }{}_{\mu \nu }\!\,} Christoffelov simbol, ki je gravitacijsko polje sile.
Z naravnimi enotami je:
{\displaystyle \nabla ^{a}\nabla _{a}\Phi -m^{2}\Phi =0\!\,}
To prav tako dopušča formulacijo akcijo na prostorsko-časovni (lorentzevski) mnogoterosti {\displaystyle M\!\,}. Z abstraktnim indeksnim zapisom in s signaturo večinoma plus je:
{\displaystyle S=\int _{M}\mathrm {d} ^{4}x\,{\sqrt {-g}}\left(-{\frac {1}{2}}g^{ab}\nabla _{a}\Phi \nabla _{b}\Phi -{\frac {1}{2}}m^{2}\Phi ^{2}\right)\!\,}
ali:
{\displaystyle S=\int _{M}\mathrm {d} ^{4}x\,{\sqrt {-g}}\left(-g^{ab}\nabla _{a}\Psi \nabla _{b}{\bar {\Psi }}-M^{2}\Psi {\bar {\Psi }}\right)\!\,}